# Ziegelhütte (Heidenheim)

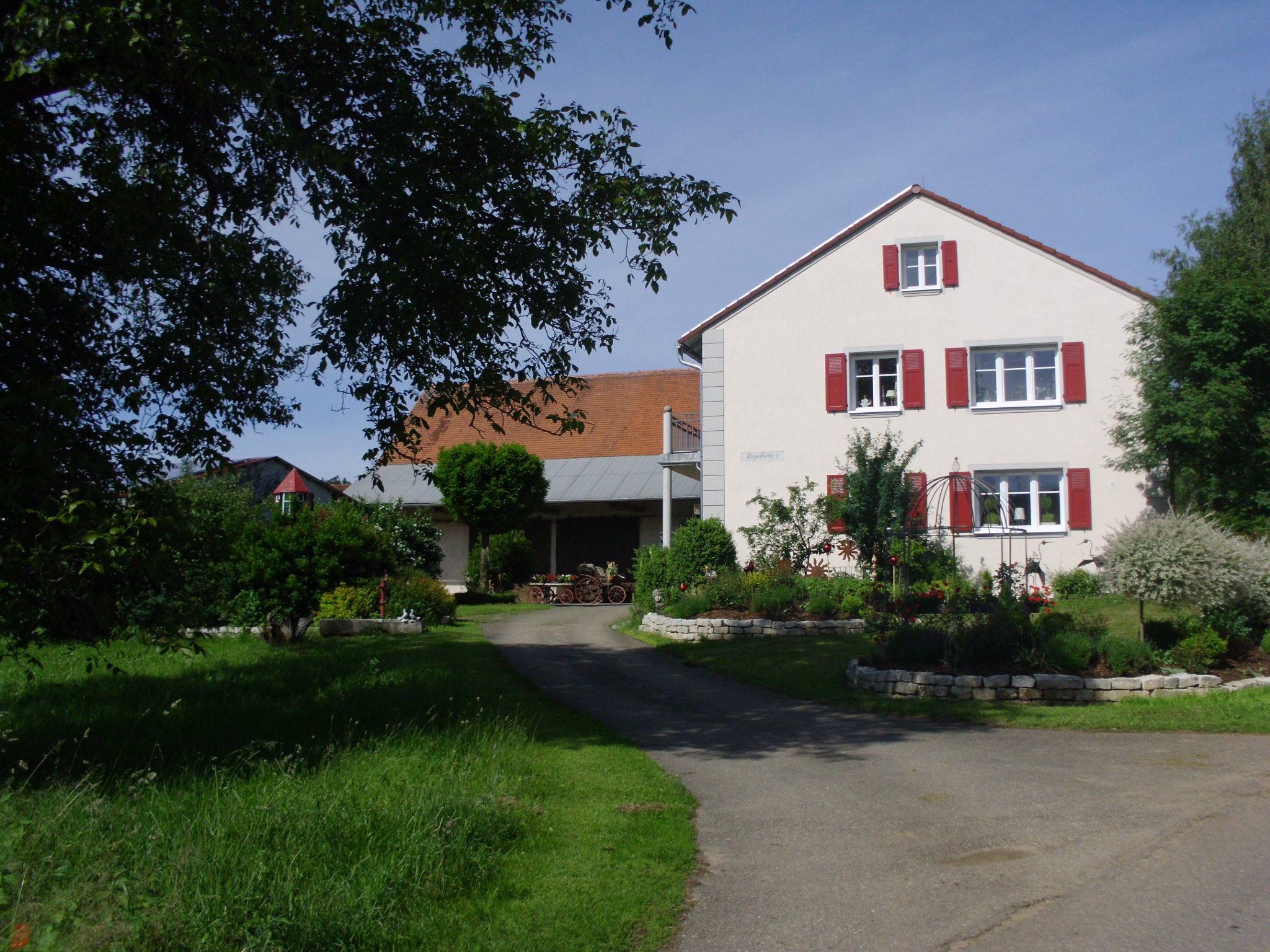
Anwesen Ziegelhütte Nr. 1

Ziegelhütte ist ein Gemeindeteil des Marktes Heidenheim im Landkreis Weißenburg-Gunzenhausen (Mittelfranken, Bayern). Ziegelhütte liegt in der Gemarkung Heidenheim.

## Lage
Die Einöde liegt in der Fränkischen Alb etwa ein Kilometer südwestlich des Ortskerns von Heidenheim an der Stelzergasse und dem Rothenweg.

## Geschichte
In den Salbüchern des Klosters Heidenheim ist mehrmals eine Ziegelhütte aufgeführt, jedoch ohne Ortsangabe. Vermutlich hat man darauf verzichtet, da es nur eine Ziegelei in der Nähe des Klosters gab. So ist erstmals im Klostersalbuch von 1395 das „ziegel hauß“ genannt. Der Name wird gedeutet als „Hütte (im Sinne einer überdachten Werkstatt), in der Ziegel hergestellt werden.“ Grundherr der Ziegelei war also das Kloster Heidenheim, an das der Ziegler Reichnisse zu geben hatte. Nach der Säkularisation des Klosters 1537 waren die Abgaben an das brandenburgisch-ansbachische Klosterverwalteramt Heidenheim zu leisten. Weitere Belege für die klösterliche „Ziegelhütte(n)“ von 1517 und 1553 sind ebenfalls ohne Ortsangabe; erst 1616 ist ausdrücklich von der „Ziegelhütten zu Heidenheim“ die Rede, die dem Klosterverwalteramt vogt- und gültbar ist. 1650 lag die Ziegelei aufgrund des Dreißigjährigen Krieges öde. Im 18. Jahrhundert ist sie 1714 (Verkauf an zwei Schutzjuden aus Wassertrüdingen) und 1739 erwähnt.
Am Ende des Heiligen Römischen Reichs unterstand die Ziegelhütte hochgerichtlich dem seit 1792 preußischen, ehemals markgräflichen Oberamt Hohentrüdingen und dem ehemals markgräflichen Klosterverwalteramt Heidenheim. Kirchlich war sie der evangelischen Pfarrei Heidenheim zugeordnet.
Die mit dem Markgrafentum Ansbach königlich-preußisch gewordene Heidenheimer Ziegelhütte wurde infolge des Reichsdeputationshauptschlusses 1806 königlich-bayerisch. Als 1808 Steuerdistrikte gebildet wurden, kam die Ziegelhütte mit mehreren Mühlen und Einöden aus dem Besitz des ehemaligen Klosters Heidenheim in den Steuerdistrikt Heidenheim im Landgericht Heidenheim. Zwei Jahre später wurde aus dem Steuerdistrikt die etwas verkleinerte Ruralgemeinde Heidenheim. Durch das Gemeindeedikt von 1818 wurde Heidenheim wieder im Umfang von 1808 eine Gemeinde im gleichnamigen Landgericht.
1833 gehörten zur Hügelhütte 8,2 Hektar Ackerland, 0,6 Hektar Wiese und 2,3 Hektar Wald. Das Ziegelbrennen wurde zu einem unbekannten Zeitpunkt eingestellt; der Name „Ziegelhütte“ blieb aber für den Gemeindeteil erhalten.

### Einwohnerzahlen
- 1832: 5 Einwohner[11]
- 1837: 8 Einwohner, 1 Familie, 2 Wohngebäude[12]
- 1861: 7 Einwohner, 3 Gebäude[13]
- 1950: 9 Einwohner, 1 Anwesen
- 1961: 8 Einwohner, 1 Wohngebäude[14]
- 1987: 7 Einwohner[15]
- 2011: 8 Einwohner[16]
- 2019: 10 Einwohner[1]